# Aurélien Lohrer
Aurélien Lohrer (* 28. April 1981 in Grenoble) ist ein ehemaliger französischer Freestyle-Skier, der auf die Disziplin Aerials (Springen) spezialisiert war.

## Werdegang
Lohrer nahm im Januar 1998 in La Plagne erstmals am Europacup teil, wo er die Plätze 13 und neun errang. Im September 2001 startete er im Mount Buller erstmals im Freestyle-Skiing-Weltcup und belegte dort den 22. Platz. In der Saison 2003/04 erreichte er im Mount Buller mit dem neunten Platz seine beste Platzierung im Weltcup und errang zum Saisonende den 25. Platz im Aerials-Weltcup. Zudem wurde er beim Europacup in Lenzerheide Dritter, was seine einzige Podestplatzierung in dieser Rennserie war. In der Saison 2005/06 kam er in Changchun mit dem zehnten Platz nochmals im Weltcup unter die ersten zehn und erreichte mit dem 22. Platz im Aerials-Weltcup sein bestes Gesamtergebnis. Beim Saisonhöhepunkt, den Olympischen Winterspielen 2006 in Turin, belegte er den 22. Platz. Seinen 37. und damit letzten Weltcup absolvierte er im Januar 2007 in Deer Valley, welchen er auf dem 34. Platz beendete.

## Erfolge

### Olympische Spiele
- 2006 Turin: 22. Platz Aerials

### Weltcupwertungen
| Saison  | Gesamt | Gesamt | Moguls | Moguls |
| Saison  | Platz  | Punkte | Platz  | Punkte |
| ------- | ------ | ------ | ------ | ------ |
| 2001/02 | 89.    | 4      | 39.    | 16     |
| 2002/03 | 104.   | 10     | 35.    | 60     |
| 2003/04 | 91.    | 9      | 25.    | 91     |
| 2004/05 | 151.   | 1      | 43.    | 13     |
| 2005/06 | 69.    | 12     | 22.    | 137    |
| 2006/07 | 88.    | 7      | 30.    | 40     |